# Else Hirsch

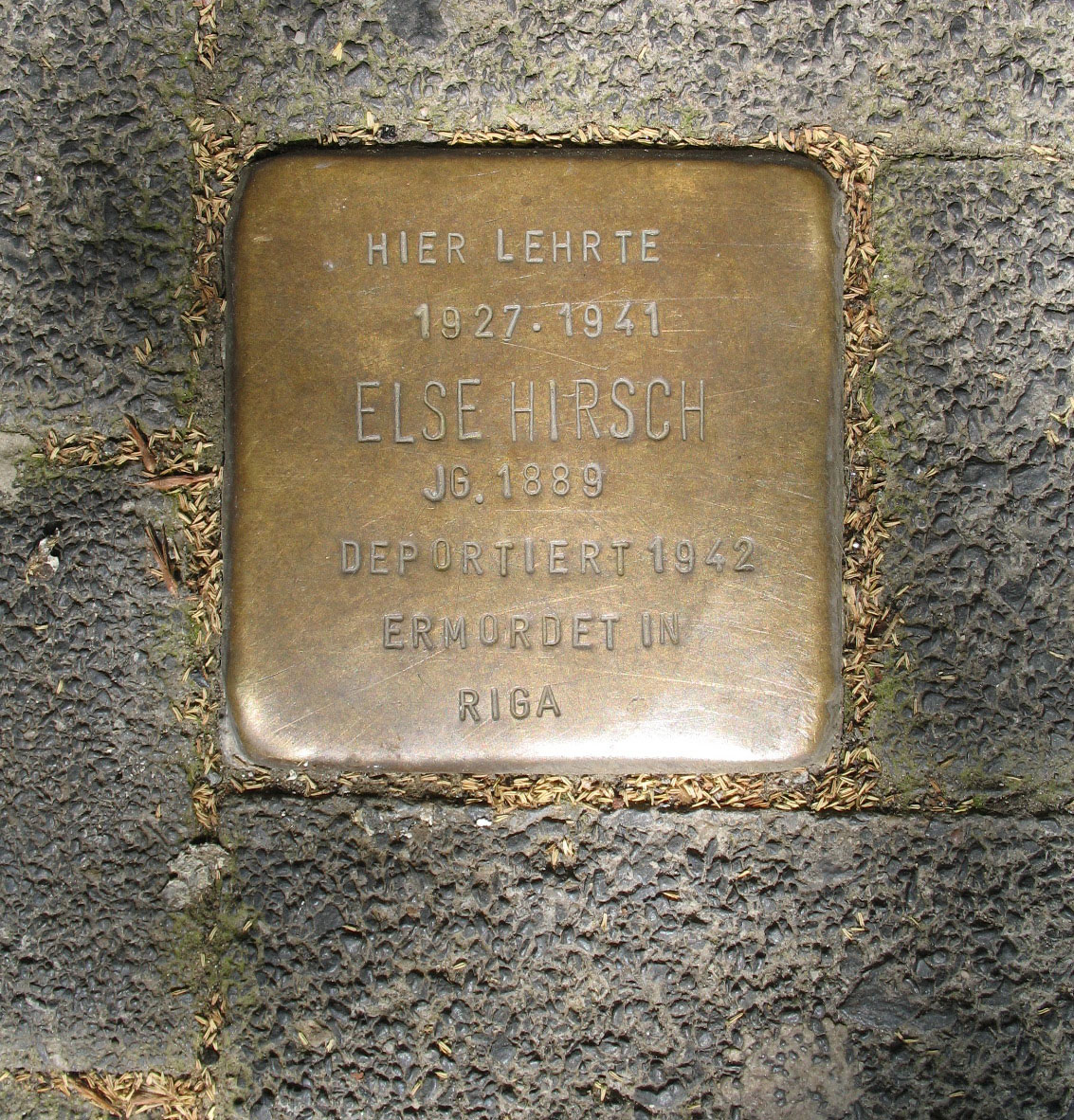
Stolperstein für Else Hirsch

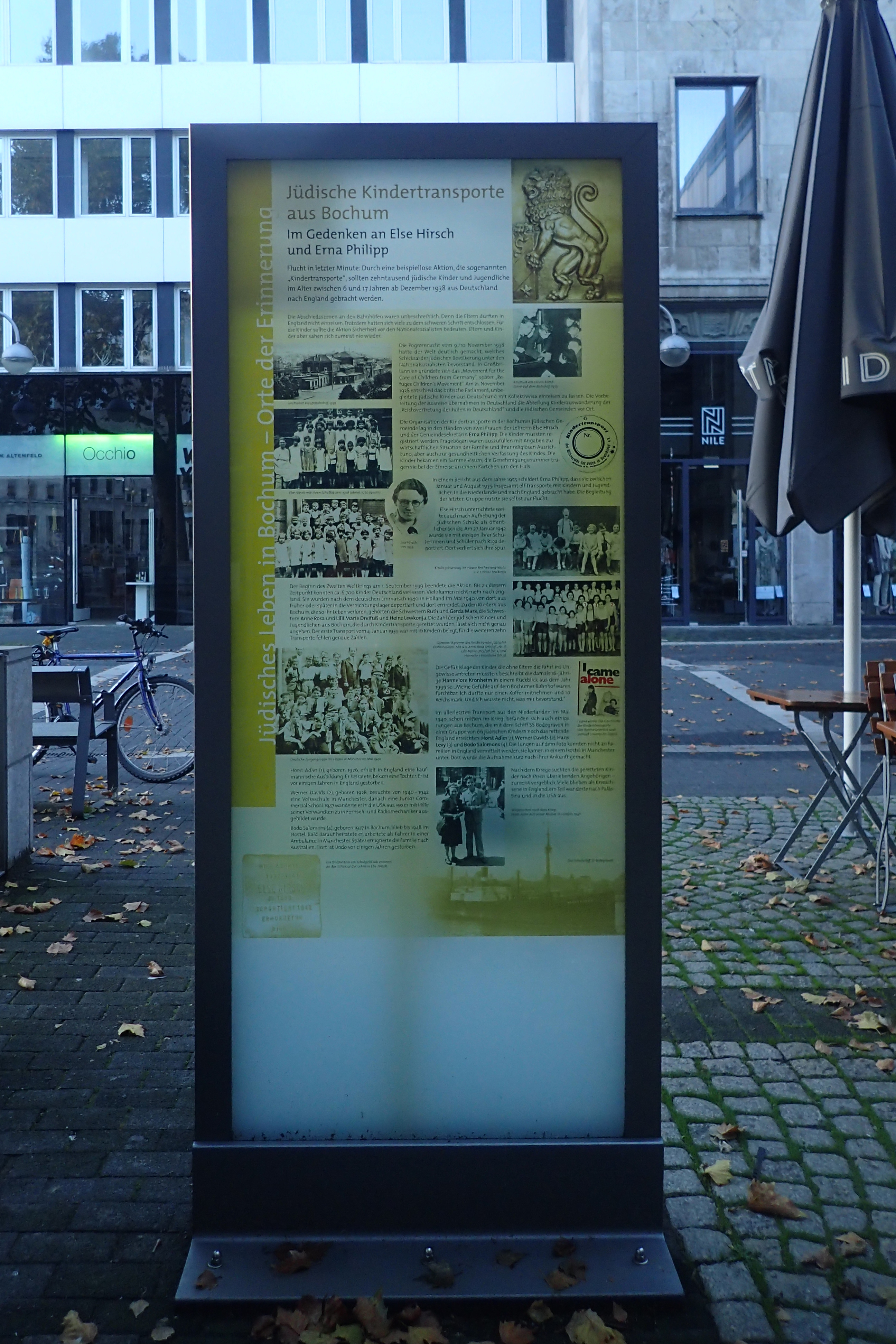
Erinnerungsstele an die jüdischen Kindertransporte

Else Hirsch (* 29. Juli 1889 in Bützow, Mecklenburg; † um 1943 im Ghetto Riga)
war eine jüdische Lehrerin in Bochum, die in der Zeit des Nationalsozialismus Kindertransporte ins Ausland organisieren half.

## Leben
Else Hirsch wurde als erste Tochter des Kaufmanns Hugo Gustav Hirsch (* 5. Februar 1858 –† unbek.) Hausbesitzer und Inhaber der Manufaktur- u. Weißwarenhandlung in der Langestraße 42 und der Jenny Löwenthal (1866–1931) in der Jüdischen Gemeinde Bützow geboren. 1896–1906 besuchte sie die „Höhere Töchterschule“ von Emma Hoffmann in Bützow (Pfaffenstraße). 
1906–1908 Besuch des Scharenberg Seminars in Schwerin. 1908 bestand sie das Lehramts-Examen für höhere Schulen vor der Großherzoglich-Mecklenburgischen Prüfungskommission. 1909–1911 erhielt sie eine Anstellung als Lehrerin der Höhere Private Knaben- und Mädchenschule in Gosslershausen. Von 1911 bis 1920 Höhere Privatmädchenschule, später festangestellte Lehrerin der städtische Mittelschule in Lautenburg. 1920 verließ sie Lautenburg, das nach dem Ersten Weltkrieg nun zu Polen gehörte. Sie zog nach Berlin, wo sie bis 1926 Privatstunden und Handelskurse gab.
Else Hirsch kam 1927 von Berlin nach Bochum, um eine Lehrerinnenstelle an der Israelistische Volksschule zu übernehmen. Sie arbeitete ferner im Jüdischen Frauenverein und gab Hebräischunterricht für Mädchen.
Im Oktober 1937 nahm sie an einer Englischfortbildung bei der Reichsvertretung der Deutschen Juden in Berlin teil, um in Bochum mögliche Emigranten in Englisch unterrichten zu können. Im Juni 1938 reiste sie auch nach Palästina, vermutlich, um Kontakt mit der Kinder- und Jugend-Alijah aufzunehmen.
In der Reichspogromnacht im November 1938, bei der auch die Synagoge in Bochum Opfer der Brandstiftung wurde, ist die jüdische Volksschule verwüstet worden. Ihr Hauptlehrer Erich Mendel wurde verhaftet und die Schule 1939 geschlossen. Bis 1941 führte die Lehrerin Else Hirsch sie als private Schule weiter. Die jüdische Volksschule war Pflicht für alle jüdischen Schülerinnen und Schüler geworden. Else Hirsch begann in dieser Zeit in Absprache mit der jüdischen Reichsvertretung, Transporte für Kinder und Jugendliche zusammenzustellen. Zwischen Dezember 1938 und August 1939 organisierte sie mit der Gemeindesekretärin Erna Philipp zehn Kindertransporte in die Niederlande und nach England.
Sie selbst verblieb als einzige jüdische Lehrperson bei den zurückgebliebenen Schülern, bis die Schule im September 1941 aufgelöst wurde. Danach wurde das Gebäude zum so genannten „Judenhaus“ umfunktioniert. Im Jahre 1942 lebten dort 13 jüdische Familien. Ende Januar 1942 wurde Else Hirsch zusammen mit einigen ihrer Schüler ins Rigaer Ghetto deportiert. Im Ghetto soll Else Hirsch nach Aussage eines überlebenden Schülers in einem Gebäude noch kurzfristig Unterricht für Kinder gegeben und Mahlzeiten für alte und schwache Menschen organisiert haben. Sie kam im Holocaust um.
Ihr ist es zu verdanken, dass viele jüdische Jugendliche aus Bochum den Holocaust überlebt haben.
1997 beschloss der Haupt- und Finanzausschuss der Stadt Bochum, die Petersstraße in Else-Hirsch-Straße, die Lüderitzstraße in Ottilie-Schoenewald-Straße und die Wißmannstraße in Dr.-Moritz-David-Straße umzubenennen. Mit dieser Namensgebung wurden drei ehemalige Bochumer Bürgerinnen und Bürger geehrt, die vom Naziregime wegen ihres jüdischen Glaubens unterdrückt und verfolgt wurden.
Vor der ehemaligen jüdischen Schule in der Huestraße wurde am 22. November 2006 für Else Hirsch ein Stolperstein in den Bürgersteig einlassen. Die Patenschaft übernahm die CDU-Ratsfraktion Bochum. Hier wurde auch am 29. Mai 2017 die Stele „Jüdisches Gemeindezentrum und Jüdische Kindertransporte aus Bochum“ des Stelenweg Bochum eingeweiht. Die Rückseite der Stele erinnert an die Kindertransporte jüdischer Kinder nach England, und die Lehrerin Else Hirsch.
2019 wurde eine Schule in Bochum-Gerthe nach Else Hirsch benannt. Die Bochumer Autorin Andrea Behnke schrieb mit „Die Verknöpften“ ein Jugendbuch über eine Freundschaftsgeschichte aus der Vergangenheit, die auf der wahren Geschichte rund um die jüdische Schule in Bochum und der Lehrerin Else Hirsch basiert.